# Sołtyków (przystanek kolejowy)
Sołtyków – przystanek kolejowy w Sołtykowie, w województwie świętokrzyskim, w Polsce. Na przystanku zatrzymują się pociągi osobowe jeżdżące na trasie ze Skarżyska-Kamiennej do Opoczna, Tomaszowa Mazowieckiego, Koluszek i Łodzi Fabrycznej.

## Ruch pasażerski
| Rok  | Wymiana pasażerska na dobę |
| ---- | -------------------------- |
| 2017 | –                          |
| 2022 | 20-49                      |